# ボム・ジェズ教会

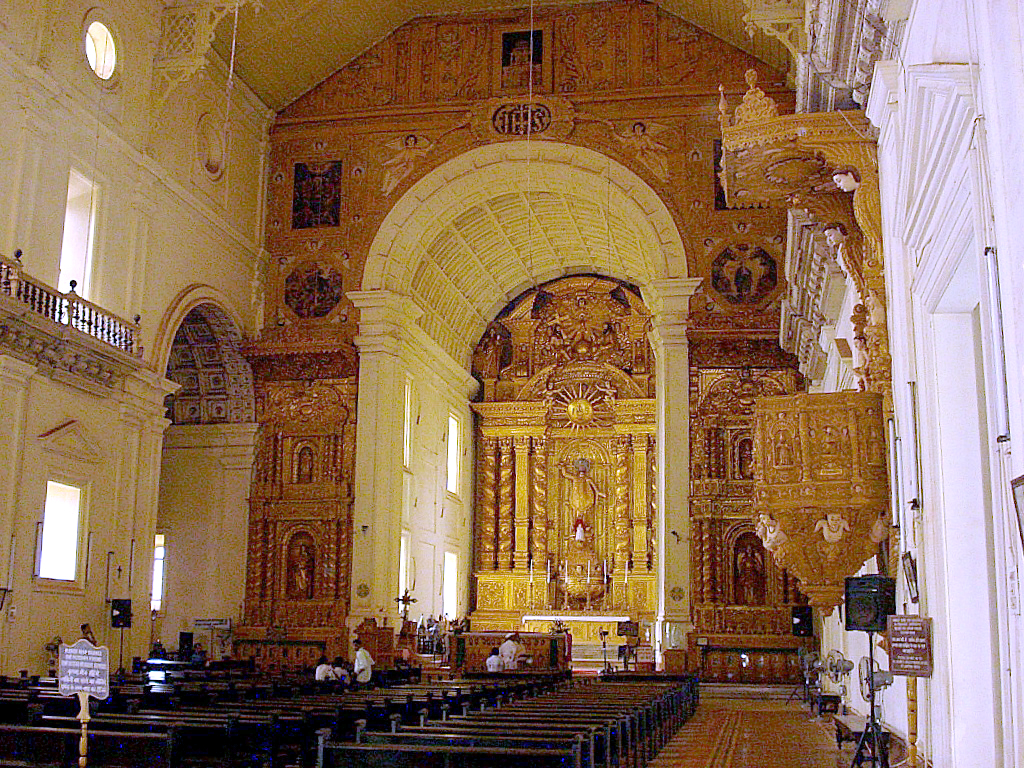
祭壇に向かって見た、内部の様子。

ボム・ジェズ教会（ボム・ジェズきょうかい）、ないし、ボム・ジェズ・バシリカ（ポルトガル語: Basílica do Bom Jesus、コンカニ語: Borea Jezuchi Bajilika）は、インドのゴア州に位置するローマ・カトリック教会のバシリカであり、UNESCOの世界遺産である「ゴアの教会群と修道院群」の一部でもある。このバシリカは、かつてポルトガル領インドの首府であった旧ゴアにあり、聖フランシスコ・ザビエルの遺骸が安置されている。
「ボム・ジェズ」とは、文字通りの意味では「良い（あるいは、聖なる）イエス」を意味し、ポルトガル領植民地であった各地では「エッケ・ホモ（この人を見よ）」の場面への言及に用いられる表現である。イエズス会が設けたこの教会は、インドで最初の小聖堂（小規模なバシリカ）であり、バロック建築やポルトガル植民地建築の好例のひとつとされている。また、この教会は、2010年に選定されたポルトガル由来の世界の七不思議のひとつでもある。
日本語では、表記の揺れがあり、（中黒のない）「ボムジェズ教会」、「ボン・ジェズ教会」、「ボム・ジーザス教会」などの表記が見られる。

## 歴史

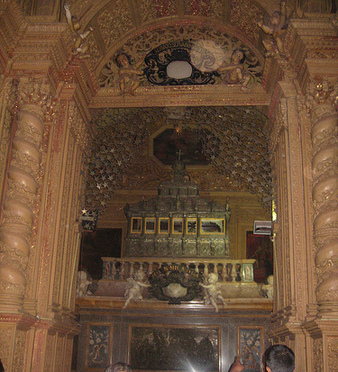
聖フランシスコ・ザビエルの遺骸を納めた棺。

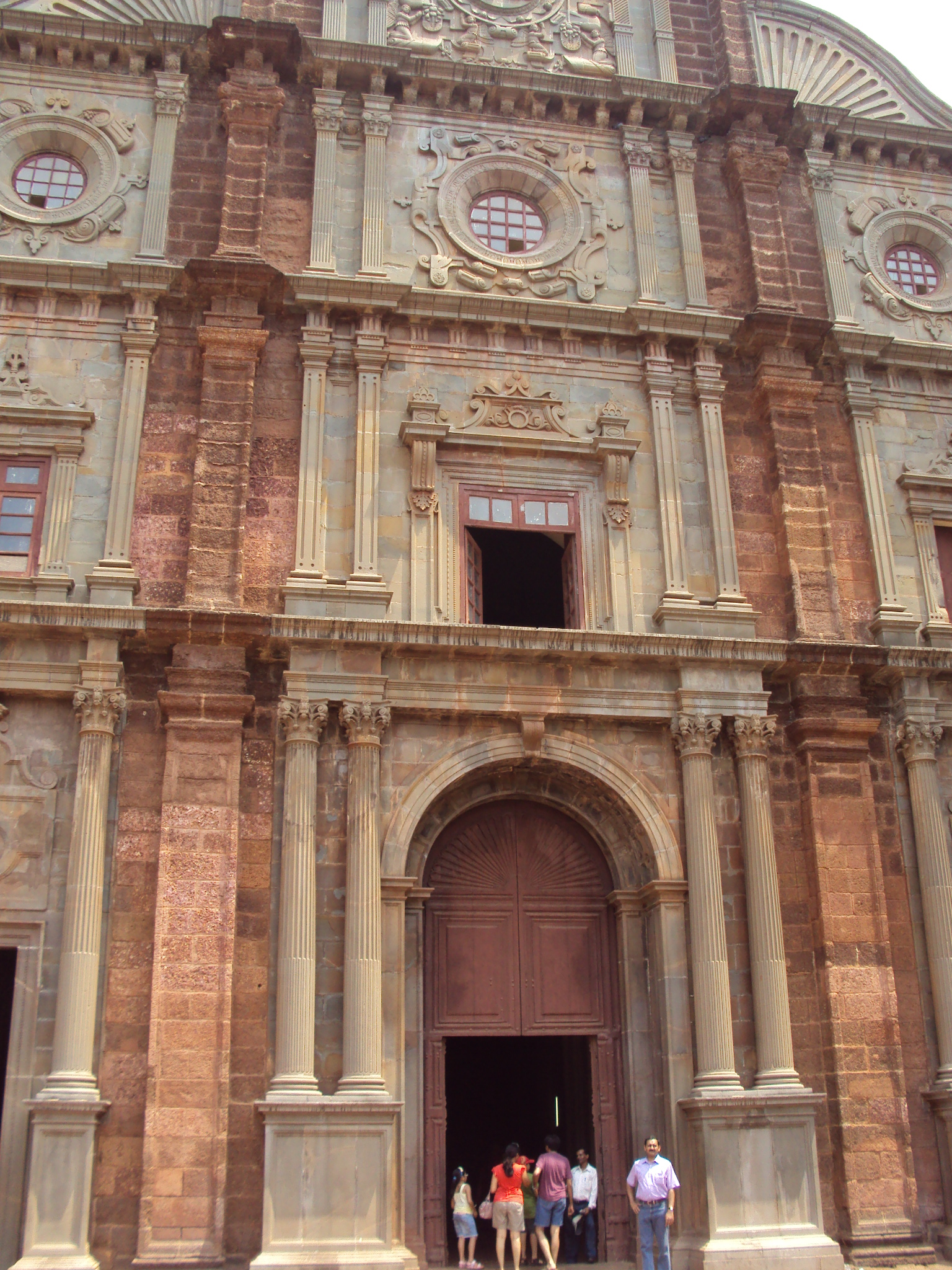
装飾された教会の入口。

このバシリカは、1594年に着工し、1605年に竣工した。
ここには、フランシスコ・ザビエルの亡骸が聖遺物として保存されていることが知られている。1552年に中国の上川島で死去したフランシスコ・ザビエルの亡骸は、いったん現地に埋葬された後、1553年12月に掘り起こされて、まずポルトガル領マラッカに置かれた後、ゴアへと回送され、コーチを経て1554年3月15日にゴアへ到着した。伝説では、このとき聖人の身体は、埋葬した日と変わらないほど生き生きとしていたという。
その後、亡骸は聖パウロ・コレジオの教会に置かれていたが、ボム・ジェズ教会が竣工した際、付属する居住棟としてカーサ・プロフェッサ・デ・ボン・ジェズ (Casa Professa de Bom Jesus) が設けられ、ザビエルの遺骸は、その3階部分に納められた。